# إيادس كاسا سي-295
طائرة النقل إيادس ساسا سي-295 (بالإنجليزية: EADS CASA C-295)‏هي تحديث وتحسين للنسخة الأسبانية / الأندونيسية الشهيرة طائرات النقل CN - 235 .وكان أول طيران لهذه طائرة سنة 1997 ولقد زاد هذا التطوير على هذه النسخة في زيادة بنسبة 50 ٪ من حيث طاقة النقل على نفس المسافة حيث يمكنها حمل 71 راكب مع كامل عتادهم أو 24 ناقلة ويقود دورها على الإجلاء ونقل المعدات ويمكنها الطيران في أصعب الظروف. وتتوفر هذه الطائرة الفريدة على تجهيزات متقدمة منها أحدث نماذج للوحات والملاحة السدسية وتاليس Topdeck النظام القائم، مع عرض لجميع المعايير والمؤشرات الطيران في 4 شاشات كبيرة من نوع LCD مع محركين أقوى وأكثر ديمومة. وتمتاز هذه الطائرة بالطيران على ارتفاعات منخفضة وتكتيكات على اختراق أجواء العدو وكذالك للاستطلاع وللمهام الخاصة كنقل فرق خاصة داخل أحواء العدو.
يمكن أن تصل بسرعة 470 كم/ساعة بحد أقصى حمولة 9 طن على مسافة تصل إلى 3000 كم.

## الخواص والاستخدام
- الصانع:Casa / EADS
- بلد المنشأ: أسبانيا
- الدور: النقل التكتيكي
- طول: 24,4 م
- طول الجناح: 25,8 م
- السرعة القصوى: 480 كم/ساعة
- السقف: 9145 متر
- المدى: 5000 كم
- مفاعل للطاقة:2 x 2645ch PT PW-127G
- الوزن فارغه: 13950 كجم
- الوزن الأقصى: 23200 كجم
- طاقم: 2
- ركاب: 71
- الدول الاستخدام: الجزائر ،البرازيل ،تشيلي، كولومبيا , فنلندا ،الأردن ،بولندا ،البرتغال ,إسبانيا،مصر ،السعودية